# Skrilje
Skrilje – miejscowość w Słowenii w gminie Ajdovščina.